# Трития сетчатая
Трития сетчатая (лат. Tritia reticulata), или нассариус решётчатый (лат. Nassarius reticulatus), — вид брюхоногих моллюсков из семейства нассарид.
Раки-отшельники Diogenes pugilator используют пустые раковины этого моллюска как «домики».

## Этимология
Видовое «reticulata» в переводе означает — «сетчатая», было дано моллюску за раковину, покрытую резкими рёбрами, образующими подобие сетки. В просторечии также называется верша — за сходство с рыболовной снастью.

## Описание
Раковина моллюска высотой до 30 мм и шириной до 18 мм. Форма башневидно-веретеновидной с низкими завитками и вздутым последним оборотом. Окраска варьируется от светло-жёлтой до тёмно-бурой, на светлых экземплярах обычно имеются бурые полосы. Продолжительность жизни до 10 лет.

## Ареал
Встречается в Восточной Атлантике, у Азорских, Канарских островов Кабо-Верде, в Средиземном море, в Чёрном и Азовском море.
В Чёрном море вид обитает на относительно небольшой глубине.

## Биология
Массовый вид, обитающий, преимущественно на камнях, но также встречается на песчаных и илистых грунтах, и на ракушечнике. Пластичный вид, отличающийся высокой степенью приспособленности к условиям окружающей среды обитания. Легко переносит как повышение, так и понижение температуры воды и солёности в пределах от 10 до 37 промилле. Большую часть времени моллюски проводят, зарывшись в грунт, выставив наружу конец трубки-сифона, длина которой может превышать длину самой раковины. Прокачивая сифоном воду через мантийную полость, моллюск способен с помощью находящегося на дне трубки осфрадия уловить даже наиболее слабые запахи пищи с расстояния до 30 метров. Падальщик, реже — хищник, высверливающий тонкостенные раковины двустворчатых моллюсков. Питается также растениями и детритом. Размножаться в Чёрном море начинает при температуре +10 — +12 С и продолжает вплоть до ноябрьских холодов. Кладки с яйцами (от 50 до 2000 штук в каждой) прикрепляются к водорослям и камням. 
В местах большого распространения затрудняет рыбную ловлю, очень быстро набрасываясь на наживку. Очень любит мясо. Для захватывания корма время от времени использует ногу.

## Ссылка
- Морские животные вод Украины / Трития сетчатая (Nassarius reticulatus (Linnaeus, 1758))